# Rogów Sobócki
Rogów Sobócki (Duits: Rogau-Rosenau) is een dorp in de Poolse woiwodschap Neder-Silezië. De plaats maakt deel uit van de gemeente Sobótka en telt 980 inwoners.

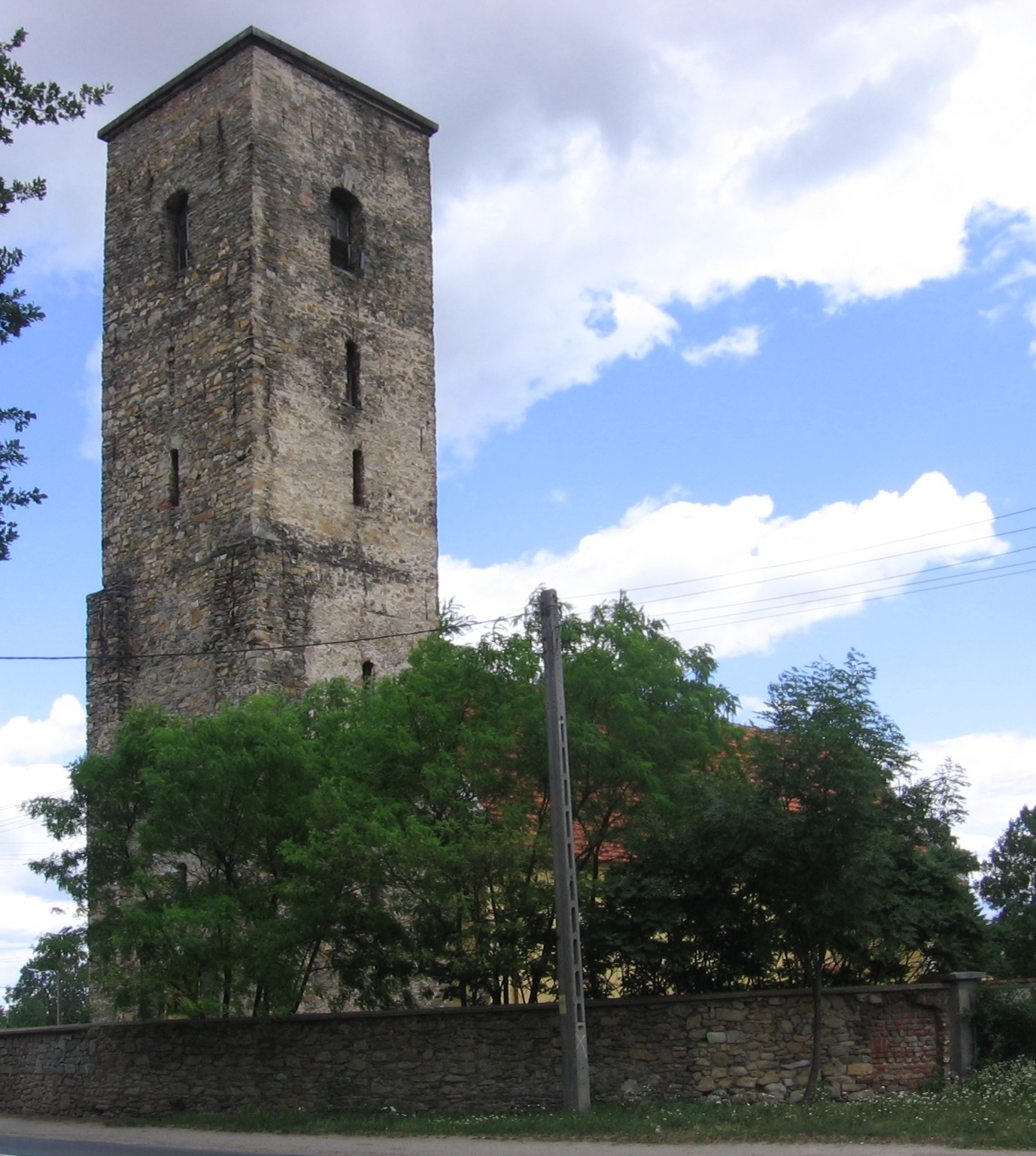
Kerk van Johannes de Doper